# Fordia pauciflora
Fordia pauciflora är en ärtväxtart som beskrevs av Stephen Troyte Dunn. Fordia pauciflora ingår i släktet Fordia och familjen ärtväxter. IUCN kategoriserar arten globalt som sårbar. Inga underarter finns listade i Catalogue of Life.